# Apona
Apona is een geslacht van vlinders van de familie Eupterotidae.

## Soorten
- A. alticola Mell, 1937
- A. caschmirensis Kollar, 1844
- A. chasiana Swinhoe
- A. frater Rothschild, 1917
- A. ligustri Mell, 1929
- A. mandarina Leech, 1898
- A. plumosa Moore, 1872
- A. ronaldi Bethune-Baker, 1927
- A. shevaroyensis Moore, 1884
- A. styx Bethune-Baker, 1908
- A. yunnanensis Mell, 1929